# Branta canadensis
L'oca del Canada, anche oca canadese, (Branta canadensis, Linnaeus 1758), è un uccello, appartenente alla famiglia degli Anatidi.

## Descrizione
L'oca canadese ha una lunghezza di 90–100 cm e una apertura alare di 160–175 cm. Il maschio pesa 3,5–6,5 kg e la femmina pesa 3–5,5 kg. Caratteristica principale di questa oca è di avere zampe, becco, collo e la testa nera con le guance bianche e il corpo marrone con il petto bianco, molto simile all'oca dalla faccia bianca (Branta leucopsis) che ha però il corpo grigio e il petto nero, e all'oca della tundra (Branta hutchinsii) che viene considerata da alcuni come una sottospecie dell'oca canadese distinguibile dal fatto che ha il petto marrone chiaro con un anello bianco al collo tra il nero e il petto.

## Distribuzione e habitat

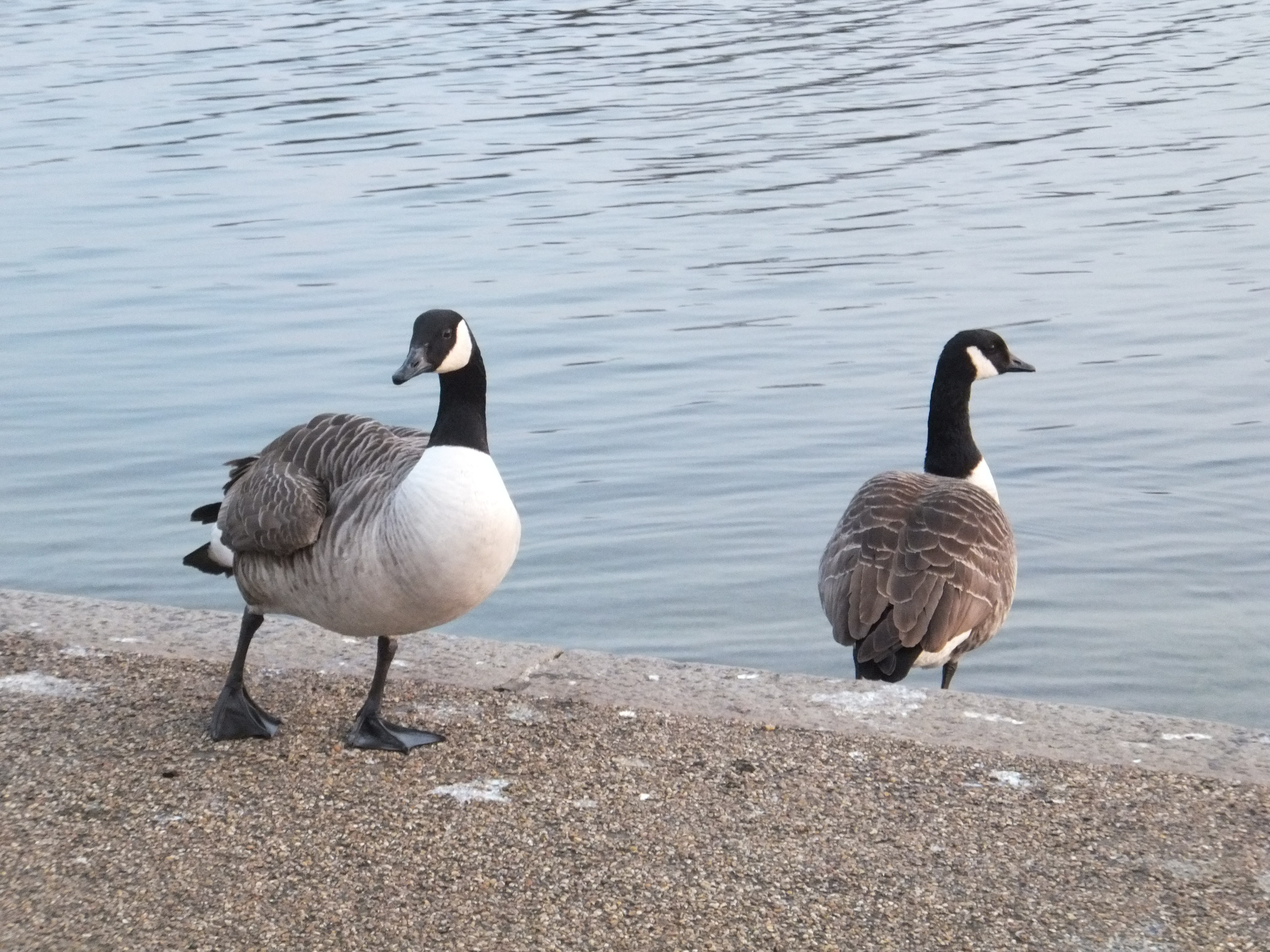
Due oche del Canada in Hyde Park

L'oca canadese, ormai tipica di tutti i paesaggi nordici settentrionali, è una specie di uccelli migratori originaria del Canada, dove nidifica, e svernante negli Stati Uniti. Essa si è diffusa anche in Siberia, Cina e Giappone ed è stata introdotta in Europa nel XVII secolo dove si è naturalizzata, in particolare in Gran Bretagna e Scandinavia. Nel XX secolo è stata introdotta anche in Nuova Zelanda dove ha purtroppo comportato problemi con la fauna autoctona.
Vive in prossimità di laghi, fiumi, canali, ama gli spazi aperti della tundra artica e durante l'inverno sverna verso sud. Alcune popolazioni stanziali si sono adattate a vivere anche in habitat artificiali come terreni agricoli, prati di golf, aeroporti e corsi d'acqua in zone urbane.

## Biologia

### Riproduzione
Le oche del Canada sono monogame, le coppie si formano durante l'inverno e possono rimanere insieme per più di un anno, a volte rimangono insieme per tutta la vita.
I maschi combattono fra di loro sbattendo le ali ed utilizzando il becco per la conquista delle femmine, il vincitore si avvicina alla femmina con la sua testa giù ed il collo ondeggiante. Solitamente la femmina depone 5 uova, anche se può variare da 2 a 9 uova, il periodo di incubazione dura 23 - 30 giorni.
Le femmine covano le uova, scelgono l'ubicazione del nido, in un posto isolato ma con buona visibilità per vedere eventuali pericoli, di solito in paludi o rive con acqua e cibo nelle immediate vicinanze, provvedono a costruirlo senza l'aiuto dei maschi, ai quali spetterà invece il compito di difendere il territorio, il nido e le uova dagli intrusi, quali altre oche. I nidi sono molto semplici e vengono costruiti rapidamente utilizzando erbacce, ramoscelli, erba, muschio e aghi di conifera. 
Dopo la schiusa delle uova, la famiglia (composta dalla prole e dai genitori) lascia il nido e comincia a spostarsi insieme al riparo per la ricerca del cibo. Sia i maschi che le femmine sfamano ed accudiscono la loro prole. La crescita dura mediamente 73 giorni, poi le giovani oche saranno in grado di volare e badare a sé stesse.

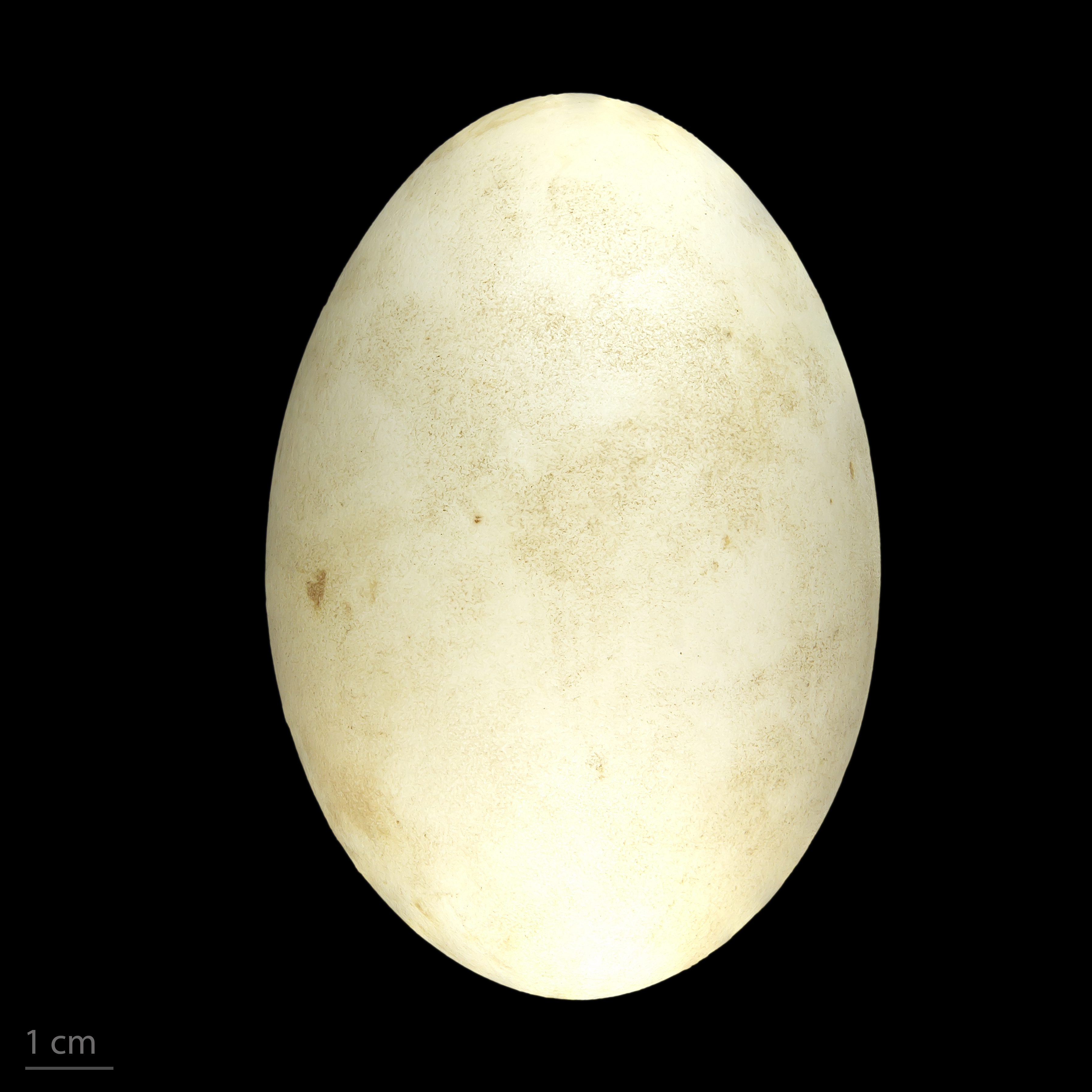
Branta canadensis

### Alimentazione
Specie onnivora, si nutre di tutto quello che trova nel fango e nell'erba (molluschi, insetti, sementi, germogli). In cattività non evidenzia particolari esigenze purché la dieta sia varia e bilanciata. Quando si trova sulla terra ferma, mangia una varietà di erbe compreso l'erba di Bermude, l'erba del sale e l'orzo selvaggio, il frumento, i fagioli, il riso ed altri cereali. Nell'acqua, gli uccelli innalzando il posteriore e immergendo il capo raggiungono agevolmente i fondali bassi e limacciosi, strappando erbe acquatiche e cibandosi di molluschi e altri invertebrati acquatici.

### Prospettiva di vita
Non è esattamente chiaro quanto possa vivere mediamente un'oca del Canada allo stato brado, comunque due oche sono state segnalate per la longevità a cui sono giunte, una di loro ha vissuto per 24 anni, mentre l'altra 23. In cattività, due oche hanno raggiunto i 42 anni di età. Probabilmente la maggior parte delle oche del Canadà muore nel primo anno di vita, durante la fase di crescita e nel corso della prima migrazione.

## Tassonomia

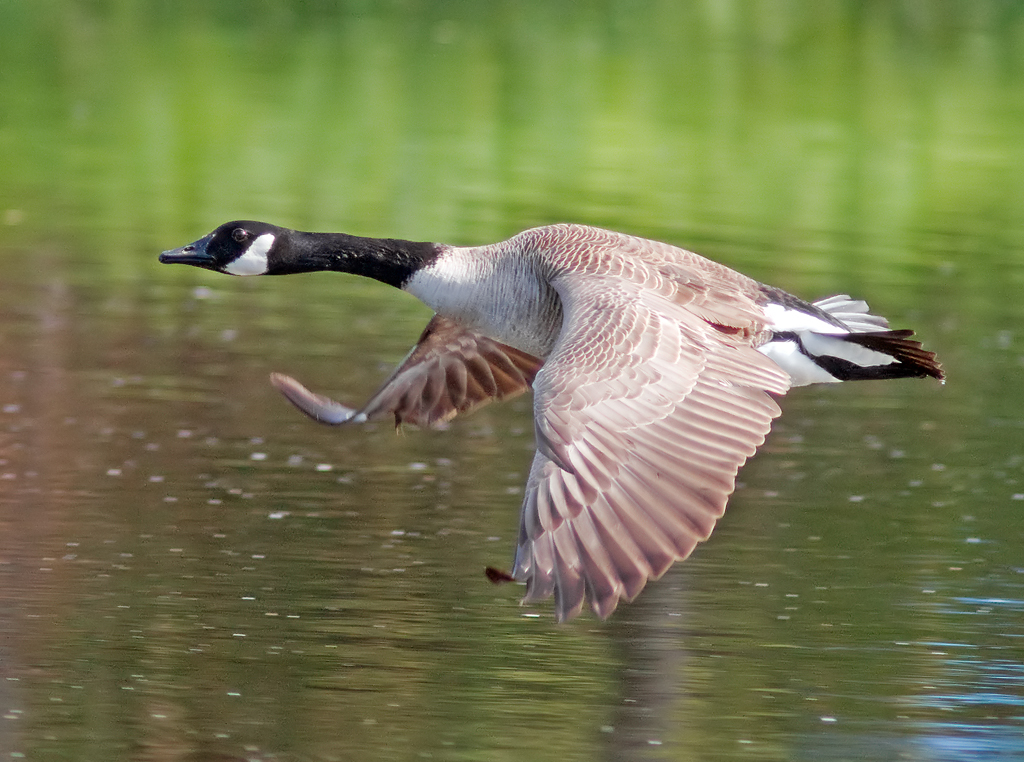
Esemplare in volo

Esistono sette sottospecie di Branta canadensis:
- Branta canadensis canadensis
- Branta canadensis fulva
- Branta canadensis interior
- Branta canadensis moffitti
- Branta canadensis parvipes
- Branta canadensis occidentalis
- Branta canadensis maxima

### Ibridi
- La greylag canadian goose è un ibrido tra l'oca selvatica e l'oca canadese (Anser anser × Branta canadensis[senza fonte]; si tratta di un'oca con le dimensioni intermedie tra le specie parentali, che ha il corpo del colore dell'oca selvatica, mentre il ciuffo di piume della coda e la testa sono del caratteristico colore dell'oca canadese.